# Casa Avinyó (Figueres)
La Casa Avinyó és un edifici del poble de Vilatenim (terme municipal de Figueres) (Alt Empordà) que forma part de l'Inventari del Patrimoni Arquitectònic de Catalunya.

## Descripció
És una casa unifamiliar convertida en restaurant. Edifici de dues plantes amb els mateixos elements. Gran portal d'accés d'arc escarser amb dovelles i brancals de pedra. Sobre la dovella central escut amb relleu. Al pis inferior tres finestres d'obertura rectangular amb llindes sense decoració que es repeteixen al segon pis, però que no se segueix una ordenació vertical. A sobre el portal d'accés tres arcs de mig punt de maó vist disposat a sardinell, donen lloc a una terrassa. Presenta hídries decoratives a la façana. Cobriment a dos vessants.